# FAM229A
FAM229A (англ. Family with sequence similarity 229 member A) – білок, який кодується однойменним геном, розташованим у людей на 1-й хромосомі. Довжина поліпептидного ланцюга білка становить 127 амінокислот, а молекулярна маса — 12 972.
| 10         |  | 20         |  | 30         |  | 40         |  | 50         |
| ---------- |  | ---------- |  | ---------- |  | ---------- |  | ---------- |
| MLPSSTPGPG |  | HATETCPAPP |  | GPERSPAARA |  | PAAASSLGPV |  | STAGRAPRGL |
| DMSAQEPPQG |  | RRFPIEAGDS |  | RGLAAAPESQ |  | DSPEAVATEH |  | NPVRPLRRCP |
| GCHCLTLLHV |  | PIDVYLAMGG |  | SPRARAT    |  |            |  |            |

A: Аланін

C: Цистеїн

D: Аспарагінова кислота

E: Глутамінова кислота

F: Фенілаланін

G: Гліцин

H: Гістидин

I: Ізолейцин

L: Лейцин

M: Метіонін

N: Аспарагін

P: Пролін

Q: Глутамін

R: Аргінін

S: Серин

T: Треонін

V: Валін